# Episodi di Il commissario Köster (quinta stagione)
La quinta stagione della serie televisiva Il commissario Köster è stata trasmessa in prima visione negli Germania da ZDF dal 9 gennaio 1981.
| n. | Titolo originale              | Titolo italiano            | Prima TV Germania | Prima TV Italia |
| -- | ----------------------------- | -------------------------- | ----------------- | --------------- |
| 1  | Freispruch                    | Assoluzione                | 09 gennaio 1981   |                 |
| 2  | Schwarzer Montag              | Lunedì nero                | 13 febbraio 1981  |                 |
| 3  | Bis dass der Tod uns scheidet | Finché morte non ci separi | 10 marzo 1981     |                 |
| 4  | Die Ratte                     | Il topo                    | 10 maggio 1981    |                 |
| 5  | Der Zigeuner                  | Lo zingaro                 | 15 giugno 1981    |                 |
| 6  | Die Unbekannte                | La sconosciuta             | 31 luglio 1981    |                 |
| 7  | Der Gärtner                   | Il giardiniere             | 30 ottobre 1981   |                 |
| 8  | Urlaub aus dem Knast          | Licenza dalla galera       | 27 novembre 1981  |                 |

## Assoluzione
- Titolo originale: Freispruch
- Diretto da: Alfred Vohrer
- Scritto da: Detlef Müller
- Interpreti: Siegfried Lowitz - Erwin Köster, Michael Ande - Hans Millinger, Henning Schlüter

### Trama
Un pensionato, assieme ad altri coetanei, organizza spedizioni punitive per presunti colpevoli di reati che vengono messi in libertà dal Tribunale.

## Lunedì nero
- Titolo originale: Schwarzer Montag
- Diretto da: Theodor Grädler
- Scritto da: Volker Vogeler
- Interpreti: Siegfried Lowitz - Erwin Köster, Michael Ande - Hans Millinger, Henning Schlüter

### Trama
Il figlio di un imprenditore viene rapito. I sospetti ricadono su un dipendente di colore, in realtà estraneo ai fatti.

## Finché morte non ci separi
- Titolo originale: Bis dass der Tod uns scheidet
- Diretto da: Alfred Vohrer
- Scritto da: Detlef Müller
- Interpreti: Siegfried Lowitz - Erwin Köster, Michael Ande - Heymann, Henning Schlüter - Hans Millinger, Maria Becker - Hella Wendorff, Dieter Schidor - Holger Wendorff, Hans Brenner - Axel Bonte, Sabine von Maydell - Barbara Gerber, Udo Thomer - Josef Gerber

### Trama
Una coppia, che passa un periodo in hotel, ha problemi fino alla separazione; la donna scappa. Viene ripresa dal partner che poi rientra all'hotel solo.

### Colonna sonora
- Frank Duval, Fragments In My Life

## Il topo
- Titolo originale: Die Ratte
- Diretto da: Theodor Grädler
- Scritto da: Volker Vogeler
- Interpreti: Siegfried Lowitz - Erwin Köster, Michael Ande - Hans Millinger, Henning Schlüter

### Trama
Una rapina a una stazione di servizio viene ricostruita con un atto probatorio sul campo. Il delinquente riesce a scappare. Inizia una caccia al fuggiasco.

## Lo zingaro
- Titolo originale: Der Zigeuner
- Diretto da: Theodor Grädler
- Scritto da: Volker Vogeler
- Interpreti: Siegfried Lowitz - Erwin Köster, Michael Ande - Hans Millinger, Henning Schlüter

### Trama
Un gruppo di zingari rapina due poliziotti, sequestrandoli in una casa di campagna. Interviene un conoscente di Koester di etnia rom.

## La sconosciuta
- Titolo originale: Die Unbekannte
- Diretto da: Zbynek Brynych
- Scritto da: Detlef Müller
- Interpreti: Siegfried Lowitz - Erwin Köster, Jan Hendriks - Martin Brenner, Wolfgang Zerlett - Meyer Zwo, Krystian Martinek - Richard, Christine Wodetzky - Dorothea, Michaela May - Margarete Wendt, Klaus Höhne - Herr Ohlbeck, Gisela Hoeter - Frau Hormann, Ullrich Haupt - Herr Hormann, Gisela Hoeter - Frau Hormann, Ilse Künkele - Frau Schuwert, Inge Schulz, Ulrich Beiger - Oberarzt, Helma Seitz - Frau Balser, Eva Hatzelmann, Erland Erlandsen - Waffenhändler, Leopold Gmeinwieser, Josef Thalmeier, Hans Gruber

### Trama
La moglie di un medico ha un giovane amante, un giovane architetto. La donna fa apparire il marito come violento e che lo vuole lasciare. Il giovane si presenta dal medico intimandogli di smettere di far del male alla moglie, ma avverrà l'omicidio dello stesso medico. Si scoprirà che il padre del giovane architetto conosceva il medico.

### Colonna sonora
- Frank Duval, Love What's Your Face
- Giuseppe Verdi, Don Carlo

## Il giardiniere
- Titolo originale: Der Gärtner
- Diretto da: Theodor Grädler
- Scritto da: Volker Vogeler
- Interpreti: Siegfried Lowitz - Erwin Köster, Michael Ande - Heymann, Jan Hendriks - Martin Brenner, Martin Held - Werner Martius, Susanne Uhlen - Angelika, Heinz Baumann - Lohnert, Brigitte Mira - Hanna Lubach, Edith Heerdegen - Greta Brückli, Sabi Dorr - Costa

### Trama
Il corpo di un giardiniere viene trovato in una serra all'interno di una proprietà di un ricco imprenditore. Nessuna traccia utile.

## Licenza dalla galera
- Titolo originale: Urlaub aus dem Knast
- Diretto da: Dietrich Haugk
- Scritto da: Detlef Müller
- Interpreti: Siegfried Lowitz - Erwin Köster, Michael Ande - Heymann, Henning Schlüter - Hans Millinger, Werner Kreindl - Bruno Kalvig, Peter von Strombeck - Horst Loban, Hans-Michael Rehberg - Otto Dietz, Heinz Ehrenfreund - Friedhelm Dietz, Margit Schulte-Tigges - Hanne

### Trama
Un detenuto in permesso per il fine settimana si reca dalla fidanzata. Verrà ingaggiato per un assassinio da un suo vecchio conoscente.